# Dundubia vaginata
Espèce
La cigale Dundubia vaginata est une espèce d'insecte de l'ordre des hémiptères, de la famille des Cicadidae, de la sous-famille des Cicadinae et du genre Dundubia.

## Répartition
Dundubia vaginata est l'une des espèces les plus largement répandues du genre Dundubia. Elle est présente dans le sud-est asiatique depuis l'Inde jusqu'en Chine et jusqu'au Japon en passant par Singapour et la Thaïlandeet jusqu'à l'île de Sulawesi et au nord de l'Australie.

## Habitat
Dundubia vaginata est présente en forêt tropicale.

## Description

### Imago

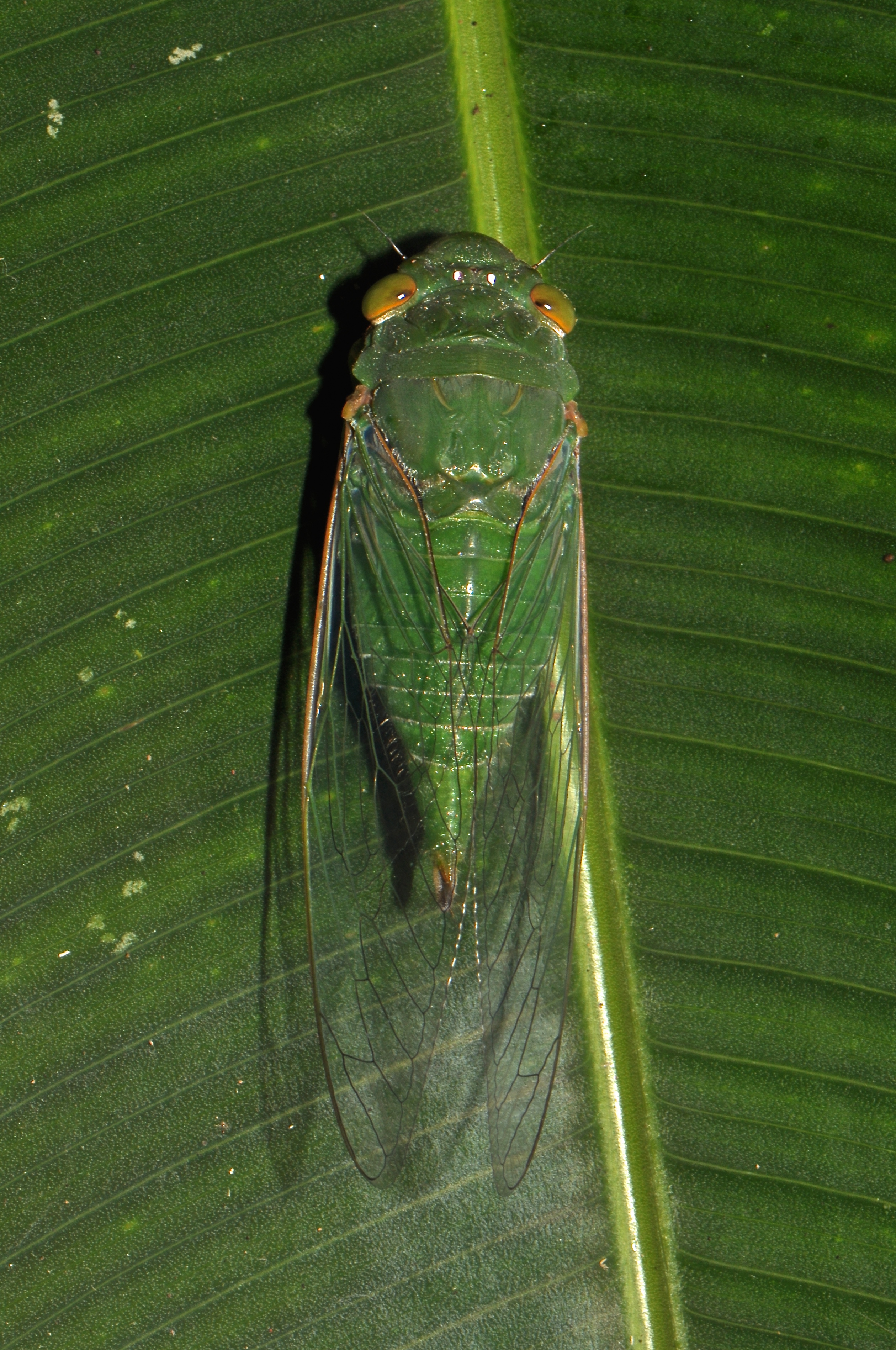
Dundubia vaginata ♀

Cette espèce peut arborer une couleur uniforme vert jade sur l'ensemble du corps et possède des ailes transparentes. Sa couleur est en fait très variable et la tête, le thorax et l'abdomen varient de l'ocre au vert en passant par le marron. Les élytres et les ailes sont hyalines ou légèrement tintées de bronze.
Les mâles mesurent de 35 à 45 mm et les femelles de 30 à 39 mm.
La partie supérieure du clypeus est deux fois plus large à la base que les marges latérales antérieures du vertex. Le rostre dépasse les coxas intermédiaires, atteignant à peine le coxae postérieur. L'apex du rostre est noir.

#### Description du mâle

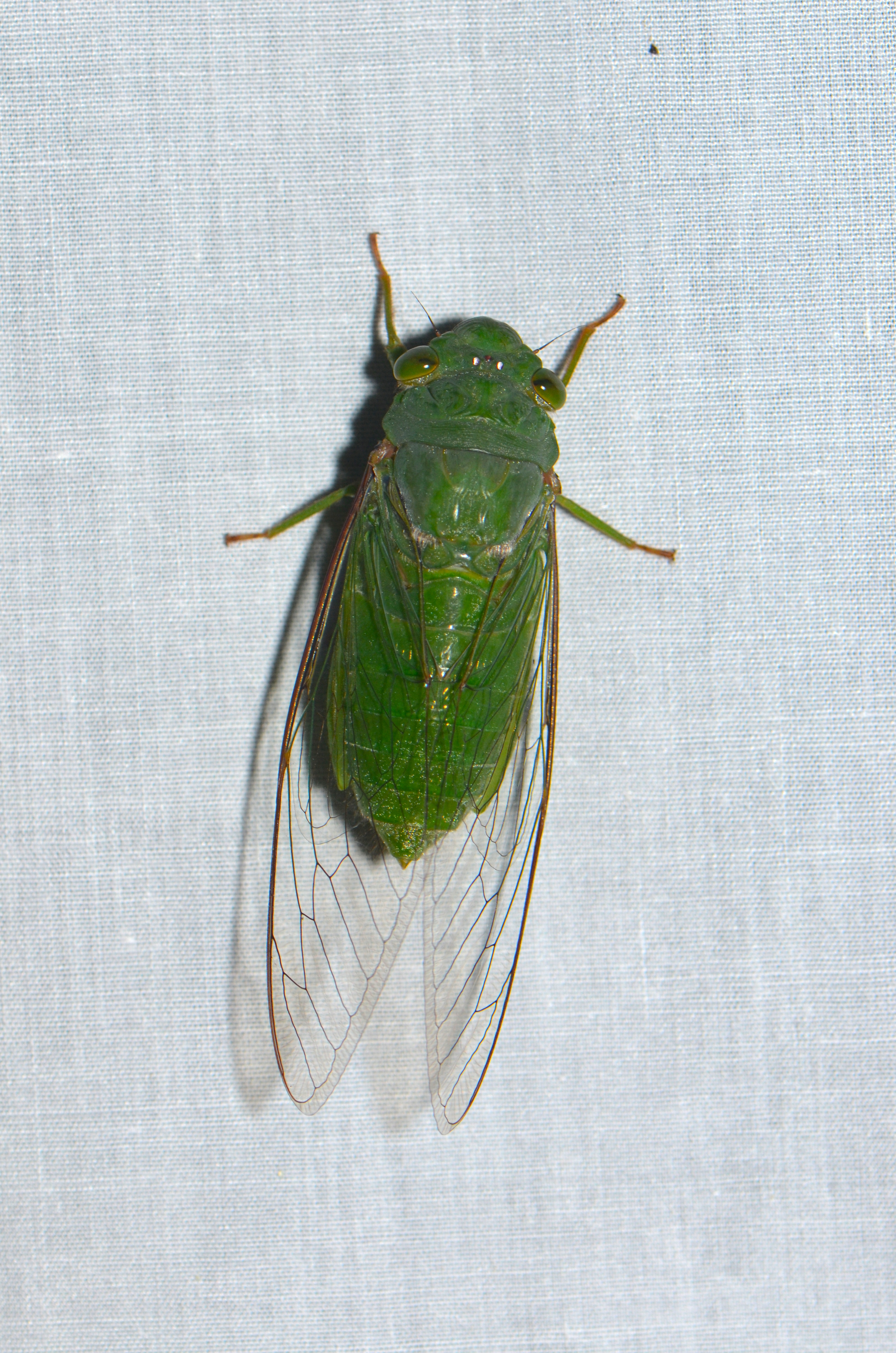
Dundubia vaginata ♂

La longueur du corps est inférieure à 47 mm. La face de la tête n'est pas noire. L'opercule est en forme de cuillère non recourbée latéralement et son extrémité est arrondie. L'opercule est deux fois plus longs que large et est assez faiblement resserré. L'opercule, plutôt large, est allongé et atteint le cinquième au septième segment abdominal. Le mesonotum est avec ou sans lignes noires. Tête, thorax et abdomen sont ocre ou vert vif. L'uncus présente deux lobes larges et obtus. L'abdomen est de couleur uniforme sans taches noires.

#### Description de la femelle

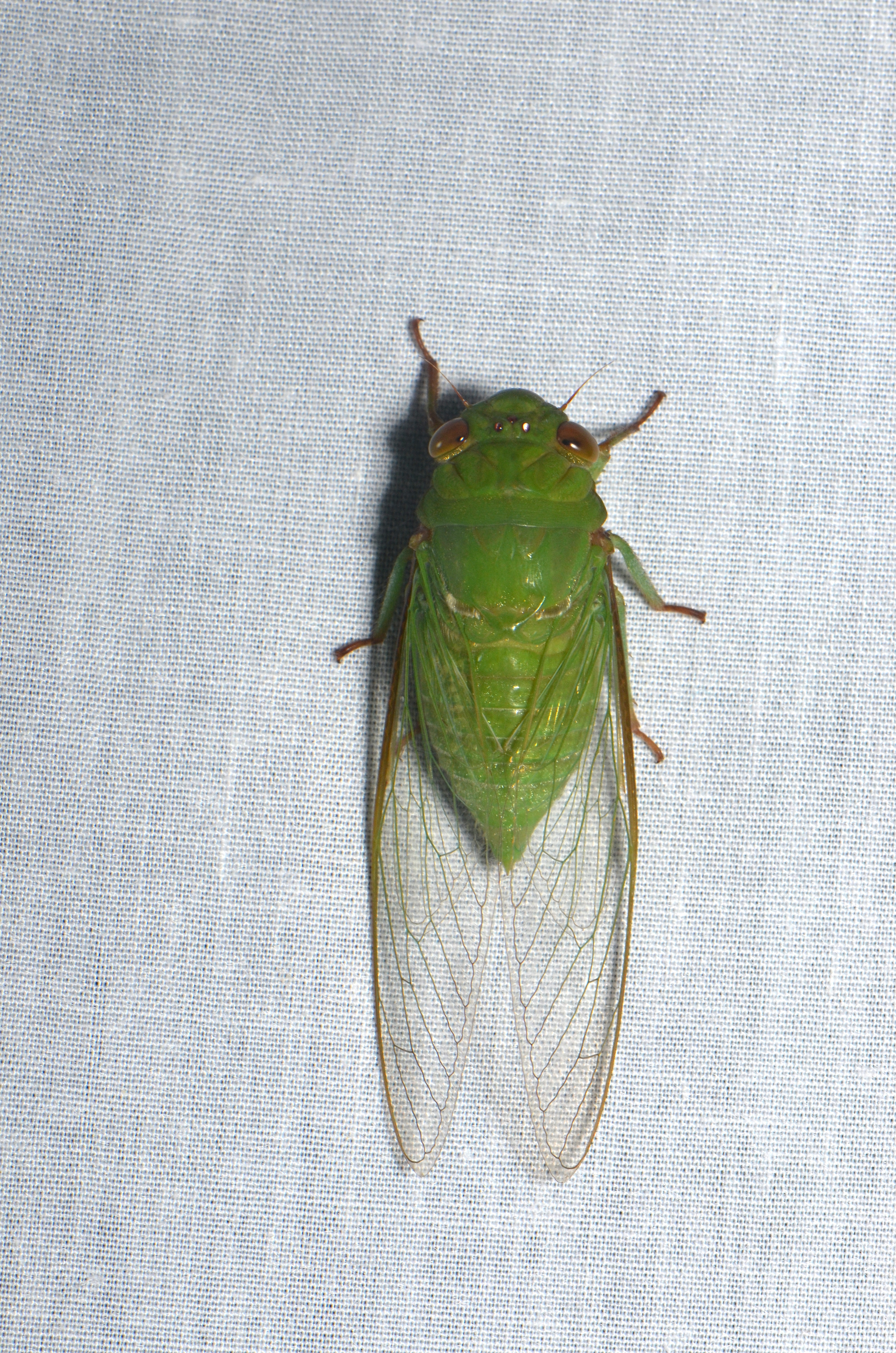
Dundubia vaginata ♀

La longueur du corps est inférieure à 40 mm. La face de la tête n'est pas noire. L'opercule ne possède pas de dent latérale. Le mesonotum ne présente pas de lignes noires. La base de l'abdomen est assez pointue et peu courbée vers le haut. Les côtés latéraux de l'abdomen sont sans points noirs. L'apex de l'opercule est arrondi.

## Écologie

### Cycle de vie
L'emmergence de l'imago qui vit un à deux mois est périodique.

### Prédateurs
Les chauve-souris et Dicrurus paradiseus sont des prédateurs de l'imago de Dundubia vaginata. Les caecilians se nourrissent des larves 

## Systématique
L'espèce a été décrite par l'antomologiste danois Johan Christian Fabricius en 1787 sous le protonyme Tettigonia vaginata et transférée dans le genre Dundubia par les entomologistes français Amyot et Audinet-Serville en 1843.

### Synonymie
- Tettigonia vaginata Fabricius, 1787 (protonyme)[6].
- Cicada virescens Olivier, 1790
- Cicada vaginata Olivier, 1790
- Dundubia varians Walker, F., 1850
- Dundubia immacula Walker, F., 1850
- Dundubia sobria Walker, F., 1850
- Cicada mannifera Walker, F., 1850
- Dundubia mannifera Stål, 1866
- Dundubia mannifera immacula Distant, 1889
- Dundubia manifera Schmidt, E., 1920
- Fidicina mannifera Weber, H., 1931
- Dilobopyga gemina Duffels, 1977
- Fidicina confinis Zaidi & Ruslan, 1997
- Dundubia vaginat Zaidi, Nordin, Maryata, Wahab, Norashikin, Catherine & Fatimah, 2002
- Cephaloxys mannifera Pham & Thinh, 2005
- Mogannia mannifera Pham & Thinh, 2005